# Лейкоксен
Лейкоксен — продукт изменения титановых минералов, тонкозернистые минеральные смеси оксидов титана с кварцем, ильменитом, гидроксидами железа, марганца и др. В основном состоит из рутила и анатаза.